# Aldo Polverari
Aldo Polverari, noto anche con lo pseudonimo di Dioxide o Visionetiks (Forlì, 26 gennaio 1960 – Pesaro, 10 febbraio 1995), è stato un compositore e musicista italiano. Oltre a dedicarsi in proprio alla composizione di musica elettronica, programmando i primi sintetizzatori digitali proposti dalla Roland e dalla Ensoniq, fu collaboratore del gruppo metal Death SS e lavorò con il primo chitarrista del gruppo, Paul Chain, durante la sua prolifica carriera solista.

## Biografia
Aldo Polverari è stato amico personale di Paolo Catena e di Stefano Silvestri, appoggiando e sostenendo fin dai suoi primi vagiti il progetto dei Death SS, talvolta partecipando all'ideazione del loro lavoro o collaborando come turnista; da Paul Chain e da Steve Sylvester è stato talvolta descritto come il sesto membro del gruppo.
Sin dalla fine degli anni '70 collabora quindi musicalmente con i Death SS e negli anni '80 intraprende un percorso di composizione personale, proseguendo comunque la collaborazione con il gruppo alla fine del decennio, anche con la band riformata, arrivando a scrivere qualche brano, fra cui Black Mass (1989), title track dell'omonimo album e Walpurgisnacht, che apre Heavy Demons (1991) e alla cui realizzazione partecipa il noto attore britannico Oliver Reed. Attivo anche come grafico, per questa stessa band svolge qualche occasionale lavoro. Collaboratore sin dagli inizi anche di Paul Chain, dalla fine degli anni '80 inizia ad apparire esplicitamente nei suoi lavori pubblicati.
In questi anni pubblica e diffonde le proprie composizioni di musica elettronica, realizzate programmando i primi sintetizzatori DCO (Digital Controlled Oscillators) dell'epoca, che sostituiscono la sintesi VCO analogica (Voltage Controlled Oscillators), proposti dalla Roland e dalla Ensoniq, rispettivamente il modello D70 ed SQ80. Avvalendosi degli pseudonimi di Dioxide e Visionetiks, si unisce al collettivo di musicisti ed ingegneri del suono Virtual Audio Project, nato con lo scopo di produrre musiche di sottofondo e compilation di musica ambientale per le nuove tecnologie digitali. L'album Relax vanterebbe una vendita di circa 60 000 copie, distribuite in edicole, negozi di dischi e distributori all'estero, secondo i dati forniti dalla stessa etichetta.
Nel 1995 esce quindi a nome Dioxide l'album omonimo per la Cybertracks Records.

### La morte
Ossessionato dai ragni, dalla filosofia e dalla morte, scrive il brano Vision X, una descrizione della visione sull'aldilà che diventa il suo epitaffio. Muore nel 1995 a Pesaro, stroncato da un ictus a soli 35 anni. L'album Alkahest dello stesso anno è dedicato alla sua memoria.
Esce poi postumo nel 1997, sempre per la Cybertracks Records, il suo secondo album dal titolo X-Dimension con lo pseudonimo Visionetiks.
Il gruppo doom metal Sine Macula ha realizzato una cover del brano Deep World in Dark Idols, album del 2003. I Death SS utilizzano poi una sua composizione nell'EP The Darkest Night (2013), colonna sonora dell'omonimo film di John Morrison per cui la band ha inteso tributare l'amico scomparso inserendo un suo brano in un film horror.

## Discografia

### Solista

#### Album
- 1995 – Dioxide (come Dioxide)
- 1997 – X-Dimension  (come Visionetiks)

### Collaborazioni

#### Con Paul Chain
- 1987 – King of the Dream/Welcome, (split con i Sabotage)
- 1989 – Life and Death (compone ed esegue Steel Breath)
- 1989 – Mirror (Lato B: Headroom)
- 1997 – King of the Dream (raccolta; postumo)
- 1998 - Emisphere (postumo; coautore e strumentista in Easter Day)
- 2002 – Relative Tapes on CD (postumo)

#### Con i Death SS
- 1989 – Black Mass
- 1991 – Heavy Demons

#### Con Steve Sylvester
- 1993 – Free Man

#### Con il Virtual Audio Project
- 1995 – Cybertracks Sampler CD Vol. 1 (con i brani Relax, firmato come Visionetiks, e Space Theme, come Dioxide)
- 1995 – Mind Contact (Polmone D'Acciaio e X come Visionetiks, Adres e Gallery come Dioxide)
- 1995 – Into the Brain (Thrill Seeker come Visionetiks e Plastic Brain come Dioxide)
- 1995 – Acceleration (Adrenaline e Flashback come Visionetiks, Airport e Elaboratron come Dioxide)
- 1995 – Relax (Relax e Unknown Places come Visionetiks e The Garden come Dioxide)
- 1995 – Exploration (Space Theme, Saturn, Exploration e Venus come Dioxide)
- 1996 – Impact (Amnios come Visionetiks, e Internal come Dioxide)
- 1996 – Blue (Deep World come Dioxide)
- 1996 – Ego - Issue 6 (The Cave come Dioxide)
- 1996 – Adrenaline (Pathos come Dioxide)
- 1998 – Atmosphere (Amnios come Visionetiks)
- 1999 – Take-Two (S/S Collection - 1999) (Space Theme come Dioxide)